# 1962年オーストラリア選手権 (テニス)
1962年 オーストラリア選手権（1962ねんオーストラリアせんしゅけん、1962 Australian Championships）に関する記事。オーストラリア・シドニー市内にある「ホワイトシティ・テニスクラブ」にて開催。

## 大会の流れ
- 本年度は男子シングルス・女子シングルスとも「48名」の選手による6回戦制で行われ、シード選手16名に「1回戦不戦勝」（抽選表では“Bye”と表示）があった。シード選手の初戦敗退は「2回戦＝初戦」と表記する。

## シード選手

### 男子シングルス
1. ロッド・レーバー （優勝、2年ぶり2度目）
2. ロイ・エマーソン （準優勝）
3. ニール・フレーザー （ベスト4）
4. ボブ・ヒューイット （ベスト4）
5. フレッド・ストール （ベスト8）
6. ケン・フレッチャー （3回戦）
7. ジョン・ニューカム （ベスト8）
8. ジョン・フレーザー （2回戦＝初戦）
9. ボロ・ヨワノビッチ （2回戦＝初戦）
10. ウィルヘルム・ブンゲルト （ベスト8）
11. ニコラ・ピリッチ （2回戦＝初戦）
12. プレムジット・ラル （3回戦）
13. ヤイディプ・ムカジー （3回戦）
14. インゲ・ブディング （2回戦＝初戦）
15. ロジャー・テーラー （3回戦）
16. （試合開始前に棄権？）

### 女子シングルス
1. マーガレット・スミス （優勝、大会3連覇）
2. ダーリーン・ハード （ベスト8）
3. レスリー・ターナー （ベスト8）
4. ヨラ・ラミレス （ベスト4）
5. ジャン・レヘイン （準優勝）
6. メアリー・カーター・レイタノ （ベスト4）
7. ロビン・エバーン （3回戦）
8. マドンナ・シャクト （3回戦）
9. ジュディ・テガート （ベスト8）
10. メアリー・ベヴィス・ホートン （3回戦）
11. ロレイン・ロビンソン （3回戦）
12. ノルマ・マーシュ （ベスト8）
13. ジル・ブラックマン （3回戦）
14. フェイ・トイン （3回戦）
15. ベバリー・レイ （3回戦）
16. ドロシー・ホワイトリー （2回戦＝初戦）

## 大会経過

### 男子シングルス
準々決勝
- ロッド・レーバー vs.  オーウェン・デビッドソン　6-4, 9-7, 6-4
- ボブ・ヒューイット vs.  ウィルヘルム・ブンゲルト　8-6, 6-2, 4-6, 6-4
- ニール・フレーザー vs.  フレッド・ストール　6-2, 4-6, 6-2, 6-3
- ロイ・エマーソン vs.  ジョン・ニューカム　7-9, 6-1, 6-2, 6-2

準決勝
- ロッド・レーバー vs.  ボブ・ヒューイット　6-1, 4-6, 6-4, 7-5
- ロイ・エマーソン vs.  ニール・フレーザー　6-4, 6-3, 6-1

### 女子シングルス
準々決勝
- マーガレット・スミス vs.  ジュディ・テガート　6-2, 7-5
- ヨラ・ラミレス vs.  ノルマ・マーシュ　5-7, 6-0, 6-3
- メアリー・カーター・レイタノ vs.  レスリー・ターナー　6-1, 1-6, 6-2
- ジャン・レヘイン vs.  ダーリーン・ハード　7-5, 6-4

準決勝
- マーガレット・スミス vs.  ヨラ・ラミレス　6-2, 6-1
- ジャン・レヘイン vs.  メアリー・カーター・レイタノ　6-2, 2-6, 6-4

## 決勝戦の結果
- 男子シングルス： ロッド・レーバー vs.  ロイ・エマーソン　8-6, 0-6, 6-4, 6-4
- 女子シングルス： マーガレット・スミス vs.  ジャン・レヘイン　6-0, 6-2
- 男子ダブルス： ロイ・エマーソン＆ ニール・フレーザー vs.  ボブ・ヒューイット＆ フレッド・ストール　4-6, 4-6, 6-1, 6-4, 11-9
- 女子ダブルス： マーガレット・スミス＆ ロビン・エバーン vs.  メアリー・カーター・レイタノ＆ ダーリーン・ハード　6-4, 6-4
- 混合ダブルス： フレッド・ストール＆ レスリー・ターナー vs.  ロジャー・テーラー＆ ダーリーン・ハード　6-3, 9-7